# 西出仁明
西出 仁明（にしで のりあき、1974年12月29日 - ）は、日本の陸上競技選手。福井県福井市出身。福井県立美方高等学校、神戸学院大学卒業。東海大学体育学部競技スポーツ学科准教授。

## 来歴・人物
福井県福井市生まれ。中学時代はハンドボール部。福井県立美方高等学校で本格的に陸上を始め、全国高校駅伝は1年5区26位、3年6区18位。神戸学院大学に進み、卒業後は美方高校で非常勤講師を2年務める。筑波大学での科目等履修生を経て、福井県内で小学校、中学校、特別支援学校の教員を務め、2004年から2013年まで美方高校陸上部監督。2014年4月から現職。

## 所属学会
- 日本陸上競技学会

## 著作
- 学生中長距離エリートランナーにおける高強度走行中のランニングエコノミーと5000m走パフォーマンスとの関係